# Táňa Savičevová
Taťjana Nikolajevna Savičevová (rusky Татьяна Николаевна Савичева – Taťjana Nikolajevna Savičeva; 25. ledna 1930 Gdov, Pskovská oblast, SSSR – 1. července 1944, Šatki, SSSR) byla žákyně žijící v Leningradě, oběť druhé světové války, která si během blokády města vedla deník, ve kterém vedla zápisky o smrti svých nejbližších příbuzných (sestra, babička, strýcové, bratr, máma).

## Život
Taťjana Nikolajevna Savičevová se narodila 25. ledna 1930 jako nejmladší dítě pekaře Nikolaje Rodionoviče Savičeva a švadleny Marije Ignatijevny Savičevové. Táňa měla dvě starší sestry – Jevgeniji (Žeňu) a Ninu a dva starší bratry Michaila a Leonida (Ljoku). Poté, co v roce 1936 zemřel její otec, starala se o pětičlennou rodinu hlavně její matka.
Léto roku 1941 plánovala rodina přežít na venkově, ale německý útok na SSSR 22. června zasáhl život celé země. Všichni z Tániny rodiny kromě Michaila, který už v té době opustil město, zůstali v Leningradě. Marija Ignatijevna pracovala v dílně, která šila vojenské uniformy, Ljoka pracoval jako dělník v loděnicích, Žeňa pracovala v muničním závodě, Nina na stavbě obranných zařízení kolem města. Strýc Vasja a strýc Ljoša, bratři jejího otce – v civilu účetní, sloužili v jednotkách protiletecké obrany. Táňa, tehdy teprve 11letá, pomáhala při kopání zákopů a hašení zápalných bomb. Po určité době se její sestře Nině naskytla příležitost dostat se z obklíčeného města, o čemž však nestihla rodině zanechat žádnou zprávu. Proto se jí příbuzní domnívali, že zemřela. Jako vzpomínku na sestru dostala Táňa od matky sestřin zápisník, který se později stal jejím „deníkem“. Předtím však měla jiný deník, do kterého si zapisovala důležité věci, co se udály v jejím životě. Během kruté zimy roku 1941 ho však obětovala a nechala ho shořet v pícce, když rodině nezbylo, čím by zatopili.
Zůstal jí tak pouze tenký notes po zmizelé sestře, do kterého udělala první zápis 28. prosince 1941. Toho dne brzy ráno, jako vždy, odešla její sestra Žeňa na dvě směny do práce v továrně na výrobu min a už nikdy se nevrátila – zemřela přímo u soustruhu, s nímž pracovala. Její organismus byl oslaben dlouhodobou podvýživou i darováním krve. Následující měsíc zemřela její babička Jevdokija Grigorievna. Za další dva měsíce zemřel její bratr Ljoka a v průběhu dvou následujících měsíců i oba strýcové a máma.
Zemdlenou Táňu objevili v bytě zanedlouho po smrti jejích posledních příbuzných příslušníci sanitární jednotky, kteří kontrolovali leningradské domy. V té době sotva žila. Krátce žila v dětském domě č. 48. Následně ji v létě 1942 spolu s dalšími sto čtyřiceti sirotky evakuovali z obleženého Leningradu do městečka Šatki v rajónu Gorkij, dnes Nižněnovgorodská oblast. Přestože bylo o děti dobře postaráno, nedařilo se lékařům Táně pomoci. Na následky tuberkulózy, podvýživy a špatného duševního stavu zemřela 1. července 1944 v nemocnici ve městě Šatki.
Informace v jejím deníku však nebyly zcela pravdivé, protože nezemřeli všichni Savičevovi. Její starší sestra, Nina Savičevová, která se roku 1945 vrátila do Leningradu, našla v poškozeném bytě Tánin deník. Přežil také Michail, který byl během bojů na frontě těžce raněn a dlouho se zotavoval ze zranění.

## Deník Táni Savičevové

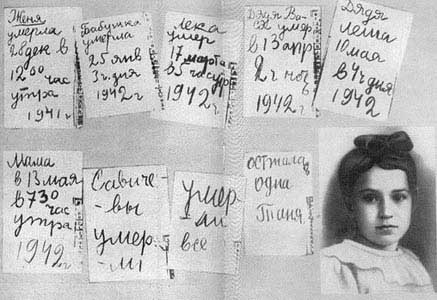
Deník Táni Savičevové

Deník napsaný během blokády je velmi strohý, má pouze 9 stran. Je však autentickým svědectvím mladého člověka, odsuzuje válku a mluví o ohromných lidských ztrátách a těžkém strádání. Figuroval jako jeden z důkazů na Norimberském procesu proti nacistickým válečným zločincům. Z deníku:
| „                                         | 28. prosince 1941 umřela Žeňa, ve 12:30 dopoledne Babička umřela 25. ledna 1942, ve 3 h. odpoledne Ljoka umřel 17. března, o 5. ráno Strýček Vasja umřel 13. dubna ve 2 h. v noci Strýček Ljoša 10. května, ve 4. odpoledne Máma — 13. května 1942, 7:30 ráno Savičevovi umřeli Umřeli všichni Zůstala jenom Táňa | “ |
| — Taťjana Nikolajevna Savičevová (12 let) | |   |

Tánin deník se dnes nachází v expozici petrohradského historického muzea, kopii lze také vidět v muzeu Leningradské blokády na Piskarjovském památném hřbitově.
V roce 1971 byla na její počest pojmenována planetka 2127 Tanya. 31. května 1981 byl Táně na hřbitově v Šatkách postaven památník.